# Roxana Samadi
Roxana Samadi (* 2001 in Köln) ist eine deutsche Regisseurin, Schauspielerin und Synchronsprecherin.

## Leben und Werk
Roxana Samadi wurde 2001 als Tochter der deutschen Schauspielerin Caroline Schreiber und des aus dem Iran stammenden Regisseurs Ali Samadi Ahadi in Köln geboren.
Die schauspielerische Veranlagung von Roxana Samadi wurde früh entdeckt, und so lieh sie ab 2014 in der teilanimierten Kinderfilm-Trilogie über Pettersson und Findus, basierend auf der gleichnamigen Kinderbuchreihe von Sven Nordqvist, der Titelrolle des kleinen Katers Findus die Stimme. In den von ihrem Vater inszenierten Kinofilmen spielte sie neben Ulrich Noethen, Stefan Kurt, Max Herbrechter und Marianne Sägebrecht. In dem Kinderanimationsfilm Peterchens Mondfahrt war sie im Jahr 2021 als Stimme in einer der Hauptrollen (Anna) zu hören.
Ab 2019 vertiefte sie ihr schauspielerisches Talent bei Lee Strasberg in New York und in Berlin gemeinsam mit der Schauspielerin Anna Böttcher.
Samadi wirkte zudem in einigen Fernsehproduktionen mit. Darunter befanden sich Auftritte in der Serie Notruf Hafenkante und in der Folge Der gute Doktor von SOKO Köln. In der mit dem Deutschen Fernsehpreis 2021 als beste Drama-Serie ausgezeichneten Serie Para – Wir sind King verkörpert sie seit 2021 in einer Hauptrolle die Figur der Rasaq. 2024 war sie als Anja Stamm in der Episode Pyramide der Fernsehreihe Tatort zu sehen.
Ihre erste Regiearbeit legte sie mit dem Dokumentarfilm Freiheit im Herzen – Lasst es uns eilig haben, menschlich zu sein vor. Er zeigt die auf den Tod von Jina Mahsa Amini folgenden Frau, Leben, Freiheit-Proteste in Deutschland und enthält Interviews mit Protagonistinnen der iranischen Diaspora wie Enissa Amani, Natalie Amiri und Pegah Ferydoni. Die Weltpremiere des Films wurde 2024 auf dem Filmfest Hamburg gefeiert, wo er mit dem Publikumspreis ausgezeichnet wurde.

## Filmografie (Auswahl)

### Als Schauspielerin
- 2014: Dr. Illegal (Kurzfilm)
- 2014: Pettersson und Findus – Kleiner Quälgeist, große Freundschaft (Stimme Findus)
- 2016: Pettersson und Findus – Das schönste Weihnachten überhaupt (Stimme Findus)
- 2018: Pettersson und Findus – Findus zieht um (Stimme Findus)
- 2019: Notruf Hafenkante (Fernsehserie) 2 Folgen
- 2021: Peterchens Mondfahrt (Stimme Anna)
- 2021–2023: Para – Wir sind King (Fernsehserie)
- 2022: Die Mucklas und wie sie zu Pettersson und Findus kamen (Stimme Svunja)
- 2022: SOKO Köln (Fernsehserie) – Der gute Doktor
- 2023: Füxe (Miniserie)
- 2024: Tatort: Pyramide (Fernsehreihe)
- 2024: Sieben Tage (Haft Rooz)
- 2024: Perfekt Verpasst (Fernsehserie, 1 Folge)
- 2024: Mordsschwestern – Verbrechen ist Familiensache (Fernsehserie, 1 Folge)
- 2024: Freiheit im Herzen – Lasst es uns eilig haben, menschlich zu sein (Regie; Dokumentarfilm)
- 2025: Wilsberg: Über dem Gesetz (Fernsehreihe)
- 2025: Ganzer halber Bruder

### Als Regisseurin
- 2024: Freiheit im Herzen – Lasst es uns eilig haben, menschlich zu sein